# ムーリ修道院
ムーリ修道院（ドイツ語: Kloster Muri）は、スイス・ムーリに建立されたベネディクト派の修道院。ハプスブルク家によって建設された。
初期ハプスブルク一族の墓所として知られ、オーストリアの帝政廃止後に再びハプスブルク＝ロートリンゲン一族の現役の墓所の一つとなった。近年の埋葬者は、オーストリア＝エステ大公ローベルト、ルドルフ大公、フェリックス大公など。